# Boccardiella ligerica
Boccardiella ligerica är en ringmaskart som först beskrevs av Ferronnière 1898.  Boccardiella ligerica ingår i släktet Boccardiella och familjen Spionidae. Arten är reproducerande i Sverige. Inga underarter finns listade i Catalogue of Life.